# Augustinus Rudman
Augustinus Rudman, född 1672 i Gävle, död där 1746, var en svensk guldsmed.
Augustinus Rudman var son till guldsmeden Johan Rudolph, och kom omkring 1687 i lära hos fadern, efter dennes död kom han 1689 i lära hos brodern Johan Rudman, blev gesäll 1694 och mästare i Gävle 13 juni 1696 under guldsmedsämbetet i Uppsala. Hans mästerstycke utgjordes av en kredens (dryckesskål), en signetring och en ring med sten. Bland hans arbeten märks en vinkanna och kalk för Hille kyrka 1727, en oblatskål för Ljusdals kyrka 1728 samt en kåsa i Gävle museum.